# Ski acrobatique aux Jeux olympiques de 2026
Navigation
Pékin 2022 Alpes françaises
Les  épreuves de ski acrobatique aux Jeux olympiques d'hiver de 2026 ont lieu  du 7 au 21 février 2026 dans le "cluster" de Valteline à Livigne en Italie.
Le Comité international olympique approuve l'ajout des épreuve bosses en parallèle masculin et féminin, portant le nombre total de compétitions à quinze. Par rapport au programme des championnats du monde, seul le Ski cross par équipes est absent du programme.

## Qualifications
Un athlète doit s'être classé parmi les 30 premiers d'une épreuve de Coupe du monde pendant la période de qualification (du 1er juillet 2024 au 18 janvier 2026) et avoir accumulé un nombre minimum de points FIS : 80 pour tous les sauts, bosses, bosses en parallèle et ski-cross, ou 50 pour le half-pipe, le slopestyle ou le big air.
Au total, 284 places sont disponibles pour les athlètes participant aux Jeux. Un Comité National Olympique peut inscrire un maximum de 30 athlètes, dont 16 hommes et 16 femmes. pour l'épreuve par équipes mixtes de sauts, un comité peut porter son total à 32 athlètes pour avoir un minimum de 8 équipes concurrentes.
| Discipline               | Hommes | Femmes | Points FIS |
| ------------------------ | ------ | ------ | ---------- |
| Saut                     | 25     | 25     | 80.00      |
| Big air / Slopestyle     | 30     | 30     | 50.00      |
| Halfpipe                 | 25     | 25     | 50.00      |
| Bosses/ Bosses parallèle | 30     | 30     | 80.00      |
| Ski cross                | 32     | 32     | 80.00      |
| 284 quotas               | 142    | 142    |            |

## Calendrier
| Épreuves      | Épreuves | Jour de compétition (Février 2026) | Jour de compétition (Février 2026) | Jour de compétition (Février 2026) | Jour de compétition (Février 2026) | Jour de compétition (Février 2026) | Jour de compétition (Février 2026) | Jour de compétition (Février 2026) | Jour de compétition (Février 2026) | Jour de compétition (Février 2026) | Jour de compétition (Février 2026) | Jour de compétition (Février 2026) | Jour de compétition (Février 2026) | Jour de compétition (Février 2026) | Jour de compétition (Février 2026) | Jour de compétition (Février 2026) | Jour de compétition (Février 2026) |
| Épreuves      | Épreuves | Sam. 7                             | Dim. 8                             | Lun. 9                             | Mar. 10                            | Mer. 11                            | Jeu. 12                            | Ven. 13                            | Sam. 14                            | Dim. 15                            | Lun. 16                            | Mar. 17                            | Mer. 18                            | Jeu. 19                            | Ven. 20                            | Sam. 21                            |                                    |
| Bosses / Saut | Hommes   |                                    |                                    |                                    | Bosses 11:15-12:15                 |                                    | Bosses 10:00-10:45 12:15-13:35     |                                    | Bosses parallèle 10:30-12:05       |                                    |                                    | Saut 13:30-14:50                   |                                    | Saut 11:30-13:05                   |                                    | Saut par équipe 10:45-12:35        |                                    |
| Bosses / Saut | Femmes   |                                    |                                    |                                    | Bosses 14:15-15:15                 | Bosses 11:00-11:45 14:15-15:35     |                                    |                                    |                                    | Bosses parallèle 10:30-12:05       |                                    | Saut 11:00-12:15                   | Saut 11:30-13:05                   |                                    |                                    | Saut par équipe 10:45-12:35        |                                    |
| Freeski       | Hommes   | Slopestyle 14:00-16:15             |                                    |                                    | Slopestyle 12:30-14:20             |                                    |                                    |                                    |                                    | Big Air 19:30-21:45                |                                    | Slopestyle 19:30-21:05             |                                    | Halfpipe 10:30-12:30               | Halfpipe 19:30-21:20               |                                    |                                    |
| Freeski       | Femmes   | Slopestyle 10:30-12:45             |                                    | Slopestyle 12:30-14:20             |                                    |                                    |                                    |                                    | Big Air 19:30-21:45                |                                    | Slopestyle 19:30-21:05             |                                    |                                    | Halfpipe 19:30-21:30               |                                    | Halfpipe 19:30-21:20               |                                    |
| Ski Cross     | Hommes   |                                    |                                    |                                    |                                    |                                    |                                    |                                    |                                    |                                    |                                    |                                    |                                    |                                    | Qualif. 10:00-11:30                |                                    |                                    |
| Ski Cross     | Hommes   | Finale 12:00-13:40                 |                                    |                                    |                                    |                                    |                                    |                                    |                                    |                                    |                                    |                                    |                                    |                                    |                                    |                                    |                                    |
| Ski Cross     | Femmes   |                                    |                                    |                                    |                                    |                                    |                                    |                                    |                                    |                                    |                                    |                                    |                                    |                                    |                                    | Qualif. 10:00-11:30                |                                    |
| Ski Cross     | Femmes   | Finale 12:00-13:40                 |                                    |                                    |                                    |                                    |                                    |                                    |                                    |                                    |                                    |                                    |                                    |                                    |                                    |                                    |                                    |

## Résultats

### Hommes
| Épreuve                                 | Or     | Or     | Argent | Argent | Bronze | Bronze |
| Bosses                                  | Bosses | Bosses | Bosses | Bosses | Bosses | Bosses |
| --------------------------------------- | ------ | ------ | ------ | ------ | ------ | ------ |
| Bosses Résultats détaillés              |        | pts    |        | pts    |        | pts    |
| Bosses en parallèle Résultats détaillés |        | pts    |        | pts    |        | pts    |
| Saut acrobatique                        |        |        |        |        |        |        |
| Saut Résultats détaillés                |        | pts    |        | pts    |        | pts    |
| Freeski (park & pipe)                   |        |        |        |        |        |        |
| Big Air Résultats détaillés             |        | pts    |        | pts    |        | pts    |
| Slopestyle Résultats détaillés          |        | pts    |        | pts    |        | pts    |
| Half-pipe Résultats détaillés           |        | pts    |        | pts    |        | pts    |
| Skicross                                |        |        |        |        |        |        |
| Skicross Résultats détaillés            |        |        |        |        |        |        |

### Femmes
| Épreuve                                 | Or     | Or     | Argent | Argent | Bronze | Bronze |
| Bosses                                  | Bosses | Bosses | Bosses | Bosses | Bosses | Bosses |
| --------------------------------------- | ------ | ------ | ------ | ------ | ------ | ------ |
| Bosses Résultats détaillés              |        | pts    |        | pts    |        | pts    |
| Bosses en parallèle Résultats détaillés |        | pts    |        | pts    |        | pts    |
| Saut acrobatique                        |        |        |        |        |        |        |
| Saut Résultats détaillés                |        | pts    |        | pts    |        | pts    |
| Freeski (park & pipe)                   |        |        |        |        |        |        |
| Big Air Résultats détaillés             |        | pts    |        | pts    |        | pts    |
| Slopestyle Résultats détaillés          |        | pts    |        | pts    |        | pts    |
| Half-pipe Résultats détaillés           |        | pts    |        | pts    |        | pts    |
| Skicross                                |        |        |        |        |        |        |
| Skicross Résultats détaillés            |        |        |        |        |        |        |

### Mixte
| Épreuve                             | Or               | Or               | Argent           | Argent           | Bronze           | Bronze           |
| Saut acrobatique                    | Saut acrobatique | Saut acrobatique | Saut acrobatique | Saut acrobatique | Saut acrobatique | Saut acrobatique |
| ----------------------------------- | ---------------- | ---------------- | ---------------- | ---------------- | ---------------- | ---------------- |
| Saut par équipe Résultats détaillés |                  | pts              |                  | pts              |                  | pts              |

## Tableau des médailles
- Pays organisateur (Italie)

| Rang  | Nation | Or | Argent | Bronze | Total |
| ----- | ------ | -- | ------ | ------ | ----- |
| Total | Total  | -  | -      | -      | -     |